# Ampedus ivanovi
Ampedus ivanovi là một loài bọ cánh cứng trong họ Elateridae. Loài này được Jakobson miêu tả khoa học năm 1913.